# Boloria alaskensis
Boloria alaskensis är en fjärilsart som beskrevs av Holland 1900. Boloria alaskensis ingår i släktet Boloria och familjen praktfjärilar. Inga underarter finns listade i Catalogue of Life.